# 브리즈번강

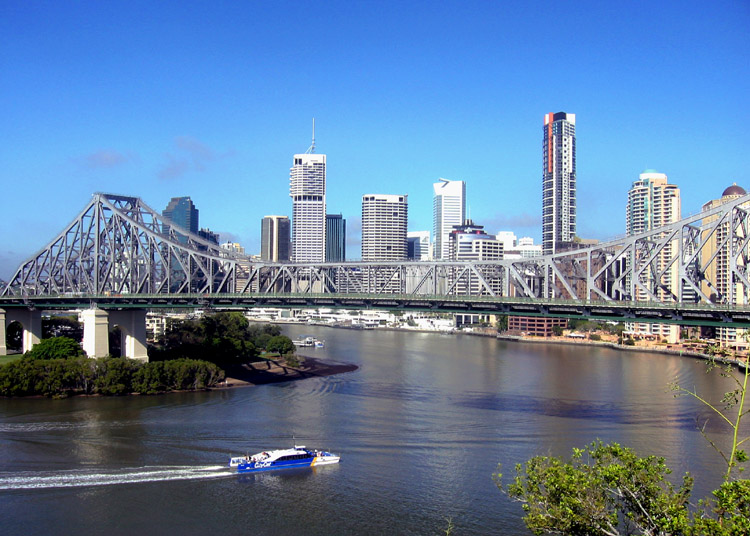
브리즈번 강

브리즈번강(Brisbane River)은 오스트레일리아 퀸즐랜드 남동부를 흐르는 하천이다.